# Rooswijk
La East Indiaman Rooswijk era una nave mercantile olandese, andata persa per naufragio il 10 gennaio 1740 sulle Goodwin Sands, nel canale della Manica.

## Storia
La East Indiaman Rooswijk fu costruita nel 1737, come una "retourschip" per la Compagnia olandese delle Indie Orientali (VOC), presso il cantiere navale della Compagnia ad Amsterdam, appositamente per il commercio con l'India. L'unità aveva lunghezza di 145 piedi, un dislocamento di 850 tonnellate e il suo armamento consisteva in 26 cannoni. Nel 1737-1738 completò un viaggio di andata e ritorno a Batavia, nelle Indie Orientali Olandesi. L'8 gennaio 1740 salpò da Texel, nel nord dei Paesi Bassi, per intraprendere un nuovo viaggio di andata e ritorno per Batavia. La nave era al comando del capitano  Daniël Ronssieres, e trasportava a bordo circa 237 tra marinai, soldati, mercanti e passeggeri. La Compagnia olandese delle Indie orientali era suddivisa in sei camere e la Rooswijk apparteneva alla più grande, la Camera di Amsterdam, che rappresentava oltre il 50% degli affari della Compagnia.
A bordo della nave vi erano 20 casse di lingotti d'argento, ognuna delle quali contenente 50 lingotti del peso di 1968,672 grammi. Inoltre vi erano 10 casse contenenti quattro borse ciascuna di "messicani" o real da 8 (36.000 monete in totale), una serie di blocchi di pietra tagliati, sbarre di ferro, pentole e padelle di rame. Nel 1737 il valore di ogni lingotto era di 25,6 fiorini, e il valore totale del carico dichiarato, monete comprese, ammontava a 300.000 fiorini.
Il 9 gennaio la nave, che si trovava al largo della costa sud-orientale dell'Inghilterra, incappò in una delle più violente tempeste registrate negli ultimi 100 anni. Mandata fuori rotta, mentre sulla zona vi era una fitta nebbia, colpì i banchi di sabbia detti Godwin Sands, e affondò con la perdita di tutto l'equipaggio. I barcaioli di Deal, che non potevano prendere il mare, videro arrivare sulla spiaggia molti pezzi di legno appartenenti a una nave sicuramente affondata, che fu identificata come la  Rooswijk dopo che un ragazzo recuperò un baule pieno di lettere scritte in una lingua straniera. Consegnate alle autorità portuali si scoprì che queste lettere, scritte in lingua olandese, erano state imbarcate a bordo della East Indiaman Rooswijk.
Il maltempo impedì la consueta pratica della Compagnia di ingaggiare dei subacquei per recuperare i preziosi carichi presenti a bordo. Il maltempo persistette fino alla tarda primavera, quando la nave era scomparsa senza lasciare traccia.

### La scoperta del relitto
Il relitto del Rooswijk è stato scoperto sulle Goodwin Sands da Ken Welling, un subacqueo dilettante, nel 2004, alla profondità di 26 m, all'estremità nord-est di Kellett Gut.
Nel dicembre 2005 è stato reso pubblico che tra il maggio e il settembre dello stesso anno una squadra di subacquei, guidata da Rex Cowan, aveva recuperato parte della nave e del suo contenuto. Ciò era stato fatto in segreto per evitare di attirare i saccheggiatori. I manufatti recuperati includevano circa mille lingotti d'argento, monete d'oro e un barattolo di senape. Quando la VOC fu sciolta nel 1798, i suoi possedimenti passarono alla Repubblica Batava, il cui successore legale è l'attuale Stato olandese, che quindi aveva diritto agli oggetti del Rooswijk che furono presentati al giovane delle finanze olandese Joop Wijn a Plymouth l'11 dicembre 2005.
Il tipo di monete recuperate era costituito da centinaia di monete d'argento messicane risalenti agli anni venti e trenta del XVIII secolo e klippe provvisori del 1733-1734, oltre a molte altre centinaia di "pilar dollars" e un'infarinatura di monete di altre zecche, tra cui ducati della Repubblica e dei Paesi Bassi austriaci (ora Belgio) che non facevano parte del carico dichiarato. Tuttavia, gli archeologi hanno stabilito che fino alla metà del denaro a bordo era destinato al commercio illegale, poiché non facevano parte del carico dichiarato. Molte delle monete scoperte sono state realizzate anche con piccoli fori, il che suggerisce che i membri dell'equipaggio le stessero cucendo nei loro vestiti per contrabbandarle nelle Indie Orientali Olandesi. I membri degli equipaggi della navi VOC traevano profitto dall'acquisto di argento nei Paesi Bassi e poi dalla sua vendita nelle Indie Orientali Olandesi, dove non vi erano miniere d'argento. Nonostante la cosa fosse illegale, la VOC tollerava il contrabbando perché il profitto andava a vantaggio sia dei trafficanti che dell'azienda.
Dopo il naufragio, le travi del pavimento sono crollate facendo cadere l'uno sull'altro i ponti della nave. Ciò fornisce un'istantanea degli aspetti fisici e sociali della vita a bordo su tre livelli: lo strato superiore è costituito dalla sala da pranzo degli ufficiali; lo strato intermedio comprende la cabina dell'agente della VOC, contenente 50 moschetti; e lo strato inferiore include l'armadietto delle cartucce e il ponte delle armi, contenente palle incatenate e palle di cannone. Tra i reperti c'erano un calderone, una padella e un coperchio in lega di rame.
Nel 2007 il Rooswijk è stato designato come sito protetto di relitti ai sensi della legislazione britannica che ha impedito ulteriori lavori di recupero. I Paesi Bassi hanno cambiato la loro politica nello stesso anno, rendendo impossibile l'emissione di ulteriori diritti di salvataggio per i relitti storici. I resti della nave giacciono a una profondità di circa 25 metri e sono di proprietà del governo olandese.
Nel 2016 il relitto è stato inserito nell'Heritage at Risk Register dell'Historic England. Il relitto del Rooswijk era ad alto rischio a causa dell'erosione persistente, dei vermi che attaccavano il legno e dell'elevata minaccia di immersioni non autorizzate.
RCE e Historic England hanno intrapreso un'indagine di monitoraggio del sito che ha concluso che erano necessari ulteriori lavori. Gli scavi sono iniziati nel 2017 guidati da MSDS Marine. Durante i progetti di scavo, le nuove scoperte sono state portate in un magazzino a Ramsgate per la registrazione e la conservazione iniziale. Ulteriori analisi e conservazione hanno avuto luogo in una struttura di stoccaggio dell'Historic England prima di essere infine restituita ai Paesi Bassi.

### Annotazioni
1. ↑  In alcune fonti e scritto anche Ronzieres.
2. ↑  Lo Statutory Instrument 2007/61 definisce l'area riservata come un cerchio del raggio 150 m centrato su 51° 16.443' N 01° 34.537' E.

### Fonti
1. 1 2 3 4 5 6 7 8  Maarer.
2. 1 2 3 4 5 6  Historic England.
3. 1 2  Kuiper 2018, pp. 3-4.
4. 1 2 3 4 5 6  World Archaeology.
5. 1 2 3 4 5 6  Dealpier.
6. 1 2 3 4  Under Water.
7. 1 2 3 4  Maarer 2005.